# N.W.A
N.W.A. (аббревиатура от Niggaz With Attitudes) — американская хип-хоп-группа из Комптона, Калифорния, которую многие считают одним из основателей поджанра гангста-рэп. Эта группа существовала с 1987 по 1991 годы, и вызывала большое количество споров в связи с откровенным характером их текстов. Впоследствии группа была запрещена на многих главных радиостанциях США и даже иногда запрещались их гастроли, но все равно группа продала на сегодняшний день около 30 миллионов копий своих дисков только в США. Их первый альбом, Straight Outta Compton, обозначил начало новой эры гангста-рэпа, так как их творчество и поднятие социальных проблем были революционными в рамках жанра.

## Основание
Группа была основана Eazy-E на лейбле Ruthless Records, который он основал вместе с Джерри Хеллером на деньги от продажи наркотиков. Первоначально группа состояла из Eazy-E и Ice Cube, который уже успел записать на Ruthless Records несколько треков. Продюсером группы стал Dr. Dre, затем в неё вступил DJ Yella. Раньше они были членами группы World Class Wreckin’ Cru.
Затем они записали несколько синглов, которые впоследствии попали в сборник N.W.A And The Posse

## Воссоединение группы
В 1995 году группа воссоединилась в полном составе, но ничего не успела записать в связи с заболеванием (СПИД) и дальнейшей смертью Эрика (Eazy-E).
В 2000 году MC Ren, Ice Cube и Dr. Dre записали трек и сняли клип под названием Hello!.

## Состав

### Eazy-E
Eazy-E — основатель N.W.A. и владелец лейбла Ruthless Records. После того, как его выгнали из 10 класса средней школы, начал торговлю наркотиками, что дало ему большую прибыль. На эти деньги он вместе с Джерри Хеллером основал N.W.A.. После ошеломляющего успеха альбома Straight Outta Compton из группы ушёл Ice Cube. После выпуска Niggaz4Life и ухода Dr. Dre группа окончательно распадается, а вражда между Eazy-E, Ice Cube и новым лейблом Dr. Dre Death Row Records бушевала в течение нескольких следующих лет.

### Dr. Dre
Dr. Dre пришёл в группу после ухода из World Class Wreckin’ Cru. Встретив Ice Cube в 1986 году, начали вместе писать тексты для Ruthless Records, затем Eazy-E основал N.W.A. После финансовых разногласий, Dre ушёл из группы в 1991 году.

### Arabian Prince
Arabian Prince — основал группу вместе с Dr. Dre и Eazy-E в 1986 году. Покинул в 1988 году. Будучи в составе группы записал такие треки, как «Panic Zone» и «Something 2 dance 2». Является сопродюсером некоторых треков. Заявил о недоплачивании за свою деятельность на лейбле Eazy E, после чего покинул группу.

### Ice Cube
Пришёл в группу вторым после Eazy-E, но покинул группу в 1989 году после выхода первого альбома из-за финансовых разногласий. После ухода неоднократно подвергался насмешке и диссам «100 Miles and Runnin'» и «Real Niggaz» со стороны оставшихся участников группы, но Cube не позволил запятнать свою репутацию и ответил встречным диссами настолько хорошо, что после диссов «Jackin' for Beats», «No Vaseline» N.W.A. так и не смогли достойно ответить. Согласно контракту с лейблом Ruthless Records Ice Cube даже не был официальным участником коллектива N.W.A.

### MC Ren
Вступил в группу в 1986 году, в возрасте 17 лет. Поспособствовал этому Eazy-E. После распада группы в 1991 начал сольную карьеру.

### DJ Yella
Пришёл в группу вместе с Dr. Dre. Оставался в N.W.A. до её конца, а после распада остался вместе с Eazy-E на лейбле Ruthless Records. После смерти Eazy-E, DJ Yella записал сольный альбом, посвященный Эрику.

### The D.O.C.
The D.O.C — пришёл в группу ещё в 1987 году, и принял участие в записи первого альбома N.W.A — N.W.A. and the Posse, и затем помог в записи альбома Eazy-E, "Eazy-Duz-It". Через некоторое время он повредил свои голосовые связки в автомобильной аварии, которая чуть не стоила ему жизни. Ушёл из группы в 1991 году, чтобы помогать Dr. Dre с его новым лейблом Death Row Records.

## Дискография

### Альбомы
- 1988 — Straight Outta Compton
- 1991 — Niggaz4Life

### Компиляции
- 1987 — N.W.A. and the Posse (1989 было переиздание)
- 1996 — Greatest Hits
- 1998 — Straight Outta Compton: 10th Anniversary Tribute
- 1999 — The N.W.A Legacy, Vol. 1: 1988–1998
- 2002 — The N.W.A Legacy, Vol. 2
- 2006 — The Best of N.W.A: The Strength of Street Knowledge
- 2007 — Straight Outta Compton: 20th Anniversary Edition
- 2008 — N.W.A And Their Family Tree

### EP
- 1990 — 100 Miles and Runnin’

## В массовой культуре
В 2015 году был снят фильм «Голос улиц», рассказывающий о взлетах и падениях хип-хоп группы N.W.A.